# 草原乡 (丰宁县)
草原乡，是中华人民共和国河北省承德市丰宁满族自治县下辖的一个乡镇级行政单位。

## 行政区划
草原乡下辖以下地区：
草原村、和顺店村、公宝同村和东窝铺村。